# Елизабет фон Саксония-Майнинген
Елизабет Ернестина Антония фон Саксония-Майнинген (на немски: Elisabeth Ernestine Antonie von Sachsen-Meiningen; * 3 декември 1681 в Майнинген; † 24 декември 1766 в Гандерсхайм) от рода на Ернестински Ветини е принцеса от Саксония-Майнинген и абатиса на светския имперски манастир в Гандерсхайм (1713 – 1766).
Тя е дъщеря на херцог Бернхард I фон Саксония-Майнинген (1649 – 1706) и втората му съпруга Елизабет Елеонора фон Брауншвайг-Волфенбютел (1658 – 1729), дъщеря на херцог Антон Улрих фон Брауншвайг-Волфенбютел (1633 – 1714) и Елизабет Юлиана фон Холщайн-Норбург (1634 – 1704). Сестра е на Елеонора Фридерика (1683 – 1739), канониса в Гандерсхайм, Вилхелмина Луиза (1686 – 1753), омъжена на 20 декември 1703 г. в Майнинген за херцог Карл фон Вюртемберг-Бернщат (1682 – 1745), и на херцог Антон Улрих фон Саксония-Майнинген (1687 – 1763).
Елизабет се интересува от рано за литература и музика. Тя пее и играе театър. През 1713 г. тя става абатиса на евангелийския манастир Гандерсхайм. Тя създава библиотека и събира произведения на изкуството.
Елизабет основава с манастирския капител на 26 април 1721 г. днешната манастирска библиотека. През 1713 – 1726 г. тя строи летен дворец с колекции и стаи за учене в Брунсхаузен (част от Гандерсхайм), барок-градина и от 1726 – 1736 г. тя създава бароково крило на манастира с „кайзерска зала“.
С брат си херцог Антон Улрих фон Саксония-Майнинген тя се разбира много добре цял живот и му помага при конфликтите му с неговите братя и също финансово. Антон Улрих наследява голяма част от нейните колекции, които след нейната смърт са премесени в Майнинген.
Елизабет Ернестина фон Саксония-Майнинген умира след 53 годишна служба на Бъдни Вечер 24 декември 1766 в. в Гандерсхайм и е погребана в мрарморен саркофаг в манастирската църква.